# Merve Altınkaya
Merve Altınkaya (* 21. Oktober 1985 in Istanbul) ist eine türkische Schauspielerin.

## Biografie
Merve Altınkaya wurde am 21. Oktober 1985 in Istanbul geboren. Sie studierte am Müjdat Gezen Sanat Merkezi. Ihr Debüt gab sie 2004 in der Fernsehserie Avrupa Yakası. Zudem machte Altınkaya Werbung für TEMA, Filiz Pasta, Turkcell und Arzum.
Anschließend spielte sie 2013 in dem Film Vay Başıma Gelenler die Hauptrolle. Von 2015 bis 2016 war sie in der Serie Poyraz Karayel zu sehen. Danach trat sie 2017 in Seven Ne Yapmaz auf. 2018 wurde sie für den Film Bizim İçin Şampiyon gecastet. Außerdem bekam Altınkaya 2022 eine Rolle in Aldatmak.

## Filmografie
Filme
- 2013: Vay Başıma Gelenler
- 2016: Değiştir Bakalım
- 2018: Bizim İçin Şampiyon

Serien
- 2004: Avrupa Yakası
- 2007: Senden Başka
- 2008: Baba Ocağı
- 2010: Bitmeyen Şarkı
- 2012: Sultan
- 2013: Galip Derviş
- 2015–2016: Poyraz Karayel
- 2017: Seven Ne Yapmaz
- 2018: Tufa: Buluşma
- 2022: Aldatmak